# Zariá (Briujovétskaya, Krasnodar)
Zariá (del ruso: Заря́) es un posiólok del raión de Briujovétskaya del krai de Krasnodar en el sur de Rusia. Está situado en la orilla derecha del río Beisug, 25 km al este de Briujovétskaya y 83 km al norte de Krasnodar, la capital del krai. Tenía 214 habitantes en 2010
Pertenece al municipio rural Batúrinskoye.